# Aldo Neri (allenatore di calcio)
Aldo Neri (Forlimpopoli, 18 agosto 1907 – ...) è stato un allenatore di calcio italiano.

## Carriera
Nella stagione 1937-1938 allena il Forlì, concludendo al quattordicesimo posto in classifica il campionato di Serie C; dal 1939 al 1943 ha allenato il Forlimpopoli, sempre nella medesima categoria.
Nella stagione 1945-1946 ha allenato il Forlì nel campionato di Serie B-C Alta Italia, venendo esonerato nel finale di stagione e sostituito in panchina da Garavelli. Nella stagione 1951-1952 ha sostituito Giacinto Ellena sulla panchina del Cesena, nel campionato di Promozione. Dopo il sedicesimo posto in classifica conquistato in campionato è stato riconfermato sulla panchina dei bianconeri anche per la stagione 1952-1953, disputata sempre in Promozione (diventata però nel frattempo il massimo livello regionale a causa della nascita della IV Serie), nella quale è stato però sostituito a stagione in corso da Marcello Pellarin.
Nel dicembre del 1957 subentra a Giano Pattini sulla panchina del Rimini, con cui arriva ottavo in classifica nella Seconda Categoria del Campionato Interregionale.
Dopo tre giornate della stagione 1976-1977 è tornato ad allenare il Cesena, in Serie A; in particolare, è subentrato in coppia con Paolo Ferrario a Giulio Corsini, restando in carica per due partite (l'1-1 esterno contro l'Inter e lo 0-0 casalingo contro il Bologna) per poi essere sostituito da Tom Rosati, rimasto in carica per sole quattro partite (con altrettante sconfitte) e a sua volta risostituito dalla coppia Ferrario-Neri, rimasta in carica per le rimanenti ventuno partite di campionato, concluse con un bilancio di 3 vittorie, 6 pareggi e 12 sconfitte e con l'ultimo posto in classifica, con conseguente retrocessione in Serie B.